# Worm-like chain

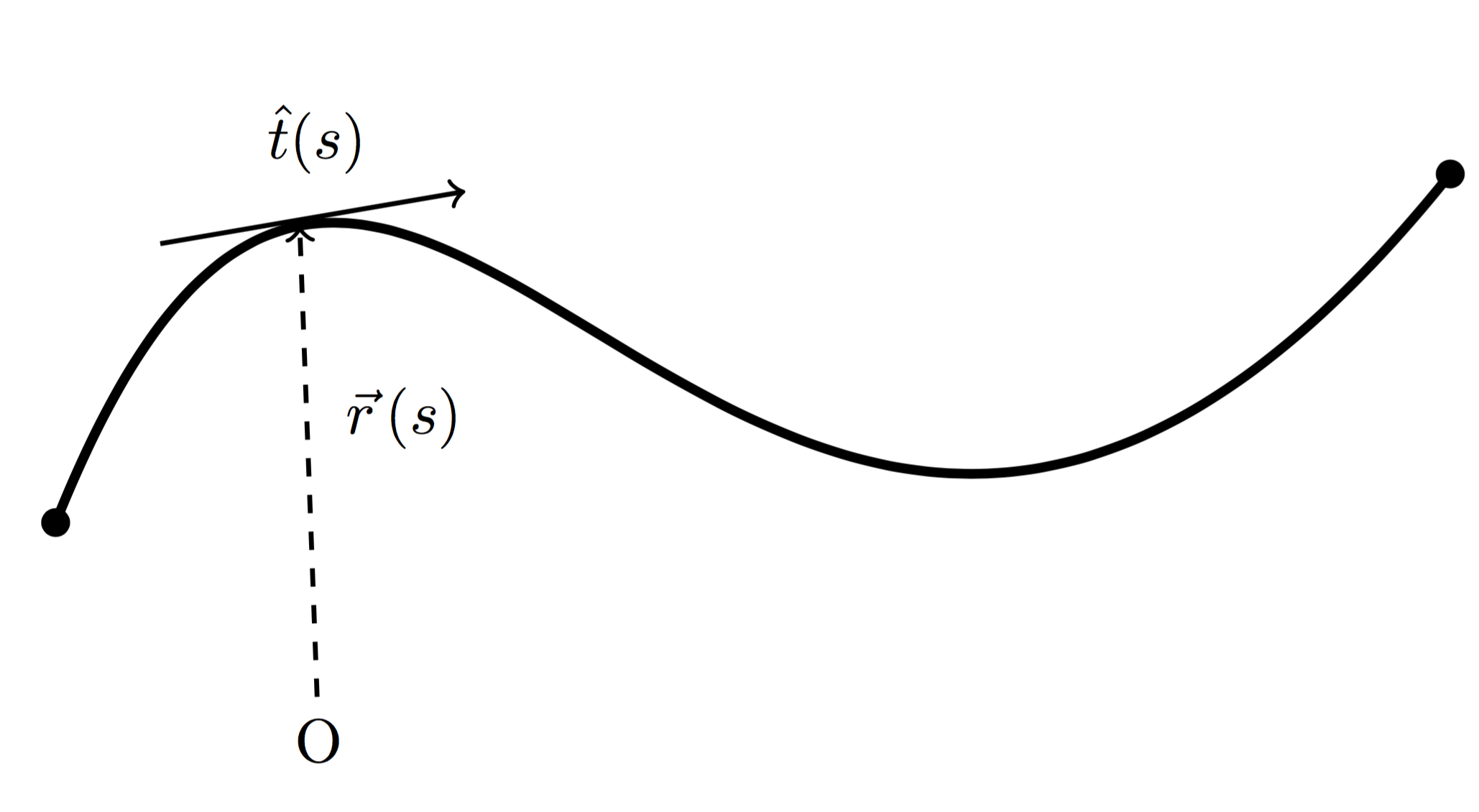
Un'illustrazione del modello WLC, che mostra i vettori posizione e tangente unitaria.

Il modello worm-like chain (in sigla WLC; catena vermiforme) in fisica dei polimeri è usato per descrivere il comportamento di un polimero semi-flessibile. Dal punto di vista geometrico, una catena così modellizzata dipende da un solo parametro detto lunghezza di persistenza (persistence length). Informalmente, una catena più corta della sua lunghezza di persistenza si comporta come una barra rigida; una catena molto più lunga si comporta come un morbido spago, che però è soggetto alle leggi della meccanica statistica di oggetti atomici.
Molti polimeri importanti in biologia possono essere descritti dal modello WLC, tra cui:
- DNA;
- RNA;
- polipeptidi non strutturati (proteine).[1]